# Acqua Vergine

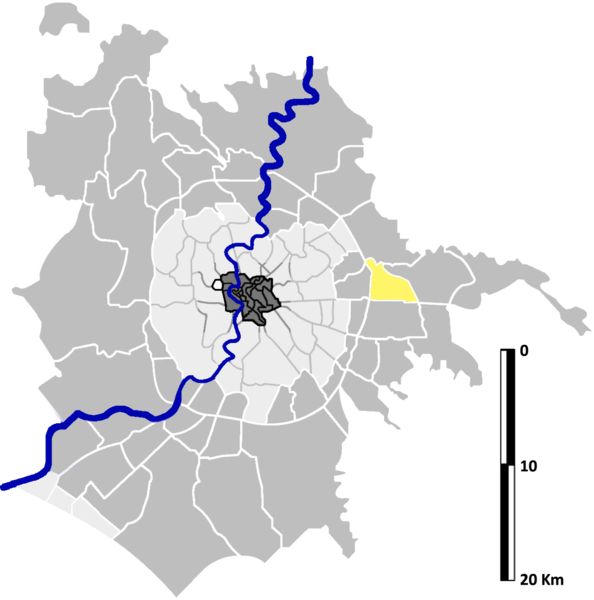
Localisation de'Acqua Vergine sur la carte administrative de Rome.

Acqua Vergine est une zona di Roma (zone de Rome) située à l'est de Rome dans l'Agro Romano en Italie. Elle est désignée dans la nomenclature administrative par Z.IX et fait partie des Municipio IV et Municipio VI. Sa population est de 5 684 habitants répartis sur une superficie de 9,72 km².
Il forme également une « zone urbanistique » désigné par le code 8.d, qui compte en 2010 : 6 241 habitants.

## Lieux particuliers
- Aqueduc de l'Aqua Virgo
- Église San Patrizio